# Ташуев, Сергей Абуезидович
Серге́й Абуези́дович Ташу́ев (род. 1 января 1959, Старый Мерчик, Харьковская область) — российский футбольный тренер.

## Карьера
Родился в семье чеченца и белоруски, в шесть лет переехал с семьёй в Чечню. Вырос и прожил большую часть жизни в Грозном.
Тренерскую карьеру начал в 1992 году в клубе «Дружба» из Будённовска. После окончания сезона 1993 года, не сумев добиться успехов со своей командой, на три года прекратил тренерскую деятельность. С 1996 по 1997 год работал в баксанской «Автозапчасти», где его помощником был начинающий специалист Юрий Красножан.
По окончании сезона 1998 года «Автозапчасть» покинула ряды российского второго дивизиона, а Ташуев переехал в Самару, где работал помощником у Александра Тарханова в «Крыльях Советов». В 2001 году возглавил подмосковный «Фабус».
В 2004 году отработал сезон во владикавказском «Автодоре». В 2005 и 2006 годах работал старшим тренером в «Сатурне» и «Тереке».
В 2006 году по ходу сезона возглавил клуб второго дивизиона «Звезда» (Серпухов). По окончании первенства переехал в Рязань, где работал с клубом «Спартак-МЖК» в первом дивизионе, но после трёх поражений и одной ничьей на старте был уволен.
С 2007 по 2008 год работал в клубе второго дивизиона «Луховицы». В ноябре 2007 года возглавлял выигравшую турнир «Надежда» сборную зоны «Центр» Второго дивизиона. С мая 2008 по 2009 год тренировал «Салют-Энергию».
По окончании сезона 2009 года принял предложение «Краснодара», подписав с клубом контракт сроком на два года. В сезоне-2010 под руководством Ташуева клуб занял пятое место. 6 ноября покинул клуб, заявив, что может возглавить команду Премьер-лиги.
16 июня 2011 года, после отставки с поста главного тренера Владимира Эштрекова, подписал соглашение с нальчикским «Спартаком», находившимся на момент назначения Ташуева на последней строке турнирной таблицы чемпионата России. 7 апреля 2012 года подал в отставку с поста главного тренера команды по причине неудовлетворительных результатов коллектива в весенней части первенства. 5 мая 2012 года стало известно о подписании Ташуевым договора о намерениях вновь возглавить белгородский «Салют» в случае выхода клуба в ФНЛ. По окончании сезона 2011/12 был утверждён в должности главного тренера команды.
7 августа 2013 года назначен главным тренером донецкого «Металлурга».
22 мая 2014 года клуб «Анжи» объявил о достижении с Ташуевым соглашения о работе в качестве главного тренера. 26 мая 2015 года стало известно об увольнении Ташуева.
17 сентября 2015 назначен главным тренером «Кубани». Покинул свой пост 26 апреля 2016 года по собственному желанию, когда «Кубань» после 25 игр находилась на 14 месте в чемпионате.
18 апреля 2018 года занял пост главного тренера клуба высшей лиги чемпионата Белоруссии солигорского «Шахтёра». Выиграл с клубом Кубок Белоруссии. 4 ноября 2019 года, на следующий день после матча с брестским «Динамо», покинул «Шахтёр».
9 января 2021 года, после ухода Магомеда Адиева, был официально назначен на должность главного тренера песчанокопской «Чайки» из первенства ФНЛ. В апреле 2022 года вновь возглавил солигорский «Шахтёр», а в конце сентября завершил своё сотрудничество с «горняками».
22 сентября 2022 года был назначен главным тренером грозненского «Ахмата», заключив контракт до конца сезона. По итогам сезона 2022/23 годов команда заняла 5-е место в чемпионате страны. 15 августа 2023 года Ташуев был снят с должности. К этому моменту клуб проиграл два матча подряд в розыгрыше Кубка страны и три игры из четырёх в первенстве РПЛ.
8 сентября 2023 года Сергей Ташуев стал главным тренером воронежского «Факела», сменив на этом посту Вадима Евсеева. 26 апреля 2024 года покинул клуб по семейным обстоятельствам.
3 сентября 2024 года вернулся в «Ахмат», подписав контракт на два года. 28 мая 2025 года, после поражения в первом стыковом матче за право выступления в РПЛ против «Урала» (1:2), Ташуев подал в отставку.

## Личная жизнь
Жена — Светлана Ташуева. Две дочери — Полина и Надежда (род. 2009).

## Статистика в качестве главного тренера
| Команда            | Начало работы    | Окончание работы | Результаты | Результаты | Результаты | Результаты | Результаты |
| Команда            | Начало работы    | Окончание работы | И          | В          | Н          | П          | % побед    |
| ------------------ | ---------------- | ---------------- | ---------- | ---------- | ---------- | ---------- | ---------- |
| Автодор            | 22 ноября 2003   | 30 ноября 2004   | 32         | 19         | 6          | 7          | 059,38     |
| Звезда (Серпухов)  | 4 августа 2006   | 28 октября 2006  | 17         | 6          | 3          | 8          | 035,29     |
| Спартак-МЖК        | 22 января 2007   | 11 апреля 2007   | 4          | 0          | 1          | 3          | 000,00     |
| Салют-Энергия      | 4 мая 2008       | 23 ноября 2009   | 75         | 35         | 16         | 24         | 046,67     |
| Краснодар          | 24 ноября 2009   | 10 декабря 2010  | 40         | 19         | 10         | 11         | 047,50     |
| Спартак-Нальчик    | 16 июня 2011     | 7 апреля 2012    | 26         | 5          | 3          | 18         | 019,23     |
| Салют              | 5 июня 2012      | 6 августа 2013   | 40         | 10         | 15         | 15         | 025,00     |
| Металлург          | 7 августа 2013   | 31 мая 2014      | 27         | 13         | 6          | 8          | 048,15     |
| Анжи               | 2 июня 2014      | 26 мая 2015      | 35         | 22         | 5          | 8          | 062,86     |
| Кубань             | 17 сентября 2015 | 26 апреля 2016   | 19         | 4          | 7          | 8          | 021,05     |
| Шахтёр (Солигорск) | 19 апреля 2018   | 4 ноября 2019    | 73         | 50         | 15         | 8          | 068,49     |
| Чайка              | 19 февраля 2021  | 24 марта 2022    | 42         | 25         | 6          | 11         | 059,52     |
| Шахтёр (Солигорск) | 12 апреля 2022   | 21 сентября 2022 | 23         | 13         | 4          | 6          | 056,52     |
| Ахмат              | 22 сентября 2022 | 15 августа 2023  | 32         | 15         | 3          | 14         | 046,88     |
| Факел              | 8 сентября 2023  | 26 апреля 2024   | 21         | 6          | 7          | 8          | 028,57     |
| Ахмат              | 3 сентября 2024  | 28 мая 2025      | 31         | 7          | 8          | 16         | 022,58     |
| Всего              | Всего            | Всего            | 537        | 249        | 115        | 173        | 046,37     |